# チェ・ヒソ
チェ・ヒソ（최 희서、1986年12月24日 - ）は、韓国の女優。ソウル特別市出身。SARAMエンターテインメント所属。

## 略歴
小学校2年生から5年間、日本で暮らし大阪市で育つ。中学・高校とアメリカで過ごし、その後、韓国に戻り延世大学校に進学。2008年、カリフォルニア大学バークレー校に進み韓国人初の芸能功労賞を受賞した。
2009年に映画『重量☆ガールズ キングコングを持ち上げろ!』で俳優デビューしてから8年間は無名の時代が続いたが、ある日、電車の中で舞台の台詞を小さな声で読んでいたところ、たまたま向かいに座っていたイ・ジュニク監督に声を掛けられ、日本語が堪能だったことから同監督の映画『空と風と星の詩人 尹東柱の生涯』（2016年）で日本人大学生の役に抜擢される。翌年同じくイ・ジュニク監督の映画『金子文子と朴烈（パクヨル）』で金子文子役を演じ俳優人生で初めて主役の座を掴む。この演技が高く評価され新人賞を総なめにすると、韓国のアカデミー賞と称される大鐘賞映画祭では新人女優賞と主演女優賞をW受賞する快挙を成し遂げた。
2019年9月、一般男性との結婚を発表し挙式を挙げた。
2021年には日本の映画監督、石井裕也による韓国を舞台にした映画『アジアの天使』でヒロイン役を務める。

## 出演

### 映画
- 重量☆ガールズ キングコングを持ち上げろ!（朝鮮語版）（2009年）
- 577プロジェクト（朝鮮語版）（2012年）
- 愛のバトン（朝鮮語版）（2013年）
- ヤヌス（2014年）
- 愛が勝つ（朝鮮語版）（2015年）
- 空と風と星の詩人 尹東柱の生涯（朝鮮語版）（2016年） - 深田久美 役
- If You Were Me（朝鮮語版）（2016年）
- サヨナラの伝え方（朝鮮語版）（2016年） - ジョンミン 役
- 金子文子と朴烈（パクヨル）（2017年） - 主演・金子文子 役
- オクジャ/okja（2017年） - 通訳 役
- アワ・ボディ（2019年）　- 主演・チャヨン 役
- ただ悪より救いたまえ（2020年） - ソ・ヨンジュ 役
- アジアの天使（2021年） - チェ・ソル 役
- UNFRAMED／アンフレームド（2021年） - ソヨン 役

### ドラマ
- 今日みたいな日なら（朝鮮語版）（2011年、MBC） - クリスティーナ 役
- スキャンダル：非常に衝撃的で不道徳な事件（朝鮮語版）（2013年、MBC) - ムン秘書 役
- スキャンダル：非常に衝撃的で不道徳な事件（朝鮮語版）（2016年、tvN) - ムン秘書 役
- アントラージュ～スターの華麗なる人生～（朝鮮語版）（2013年、MBC)
- ミストレス（2018年、OCN） - ジョンウォン 役
- 愛と笑いの大林洞 ‐ビッグ・フォレスト（朝鮮語版）（2018年、tvN)  - イム・チョンア 役
- 秘密の森2（2020年、tvN） - ソ・ドンジェの妻役
- 今、別れの途中です（2021年、SBS） - ファン・チスク役

## 監督・脚本
- オムニバス作品『UNFRAMED／アンフレームド』内「バンディー 蛍の娘」（2021年） - 監督・脚本